# Веселби и безгрижие
Веселби и безгрижие (на английски: Fun and Fancy Free) е американски анимационен филм от 1947 година.